# Св. св. Петър и Павел (Врежот)
Вижте пояснителната страница за други значения на Свети апостоли Петър и Павел.
„Св. св. Петър и Павел“ (на гръцки: Ιερός ναός Αγίων Πέτρου και Παύλου) е православна манастирска църква край южномакедонското ениджевардарско село Врежот (Агиос Лукас), Гърция, част от Воденската, Пелска и Мъгленска епархия.
Църквата е католикон на стар манастир, обновен в XX век. Разположена е на 600 m източно от селото. В храма са запазени 12 ценни икони и царските двери от стария, оригинален иконостас от XIX век.